# تششمة (إيواو غلي)
تششمة هي قرية في مقاطعة خوي، إيران. يقدر عدد سكانها بـ 130 نسمة بحسب إحصاء 2016.